# Emil Ståhlberg
Karl Emil Ståhlberg, född 29 oktober 1880 i Jönköpings Sofia församling, död 1 ma 1953 i Örebro Olaus Petri församling, var en verkstadsarbetare och frälsningssoldat från Örebro som 1924 tog initiativet till grundande av den första lokala föregångaren till Sveriges kristna socialdemokraters förbund, "Örebro Kristna socialdemokratiska grupp".
Ståhlberg kallade 1924 till möte för kristna arbetare i sin hemstad. Vid den tiden drev kyrkan en konservativ politik och stod i mångt och mycket nära borgerligheten. På grund av detta hade stora delar av socialdemokratin en skeptisk hållning till troende och kristna arbetare som Ståhlberg kände sig vilse. 
Resultatet av Ståhlbergs möte blev grundandet av "Örebro Kristna Socialdemokratiska grupp", vilket blev den första lokala föregångaren till den 1929 grundade Sveriges kristna socialdemokraters förbund ("Broderskapsrörelsen"). 
Ståhlberg är enligt vissa källor textförfattare till Broderskapsrörelsens "kampsång" Broderskapssången (melodi: Arbetets söner). Andra källor tillskriver dock en Gideon Ståhlberg detta författarskap.
Emil Ståhlberg gifte sig 1916 med Signe Mellin (1881–1934).